# Ricardo Reis (économiste)
Pour les articles homonymes, voir Reis.
Ricardo Reis , né le 1er septembre 1978 à Porto, est un économiste portugais et le A. W. Phillips professor of economics à la London School of Economics. D'après un classement des jeunes économistes par Glenn Ellison, Reis était considéré comme le meilleur économiste ayant obtenu son doctorat entre 1996 et 2004, et il gagne en 2016 le Prix Garmán Bernácer récompensant les meilleurs économistes européens travaillant en macroéconomie et finance.

## Carrière académique
Reis obtient sont Bachelor of Science (B.Sc) à la London School of Economics en 1999, et son Doctorat (Ph.D) à l'université de Harvard en 2004. Il a enseigné à l'université de Princeton de 2004 à 2008 avant de devenir professeur titulaire à l'âge de 29 ans à l'université de Columbia, le plus jeune dans l'histoire de l'université. Il est depuis 2016 le A. W. Phillips professor of economics à la London School of Economics, et conseille de nombreuses Banques Centrales à travers le monde.

## Contributions

### Prix collant et inattention
Il propose en 2002 avec Gregory Mankiw une Courbe de Phillips avec des prix collants, et l'étend par la suite en introduisant des modèles d'inattention rationnelle et d'information collante en équilibre général. Ce modèle de rigidités nominales est basé sur la diffusion progressive d'information parmi les agents dans l'économie.

### Etudes empiriques des désaccords parmi les acteurs économiques
En 2004, avec Gregory Mankiw et Justin Wolfers, Reis introduisit les études empiriques modernes ayant trait aux désaccords parmi les acteurs économiques. S'en ai suivi des recherches importantes sur les propriétés empiriques des désaccords économiques, montrant qu'il s'agissait de phénomènes différents de l'incertitude, et les utilisant pour évaluer des modèles d'information imparfaite.

### Inflation Pure
En 2010, il développe avec Mark Watson des mesures d'inflation pure, oui sont devenus des modèles standards pour évaluer l'inflation sous-jacente par les Banques Centrales.

### Cercle diabolique et ESBies
En 2011, Ricardo Reis, Markus Brunnermeier, Luis Garicano, Philip R. Lane et d'autres montrent que lorsque les banques possèdent une quantité significative d'obligations d'Etat émises par leur Etat cela peut créer une situation de "cercle diabolique" (diabolic loop) où de petites déviations dans la perception de la capacité de l'Etat à repayer ses dettes peuvent s'amplifier et se transformer en crises, un procédé devenu central dans la compréhension de la crise de l'Euro.

### Modèles HANK
En 2012, Reis écrit le premier modèle incorporant à la fois le modèle d'Aiyagari de marché incomplet et les modèles Nouveau-Keynésiens de rigidités nominales.